# Nereis cockburnensis
Nereis cockburnensis är en ringmaskart som beskrevs av Augener 1913. Nereis cockburnensis ingår i släktet Nereis och familjen Nereididae. Inga underarter finns listade i Catalogue of Life.